# Buddleja hypsophila
Buddleja hypsophila là một loài thực vật có hoa trong họ Huyền sâm. Loài này được I.M.Johnst. mô tả khoa học đầu tiên năm 1938.